# Callisto Piazza
Callisto Piazza (Lodi, 1500 – 1561) è stato un pittore italiano, di scuola rinascimentale lombarda, il maggiore esponente dei Piazza, dinastia di pittori lodigiani.

## Biografia

### La formazione e gli esordi nel bresciano
Nasce a Lodi nel 1500 da Martino Piazza pittore che, con il più giovane fratello Albertino Piazza, gestiva una bottega d'arte sebbene avessero stile e formazione artistica differente. Si tratta di due notevoli esponenti della pittura lombarda e lodigiana operosi tra l'ultimo quarto del '400 e il primo '500. La loro pittura, caratterizzata per Martino da stilemi leonardeschi, e per Albertino sostenuta dalla formazione foppesca, viene riconosciuta come fondamento della scuola pittorica lodigiana.
Callisto inizia la carriera artistica nella bottega del padre, il quale, vista la potenziale qualità del figlio ed essendo in contatto con il Romanino lo invia come suo discepolo a Brescia.

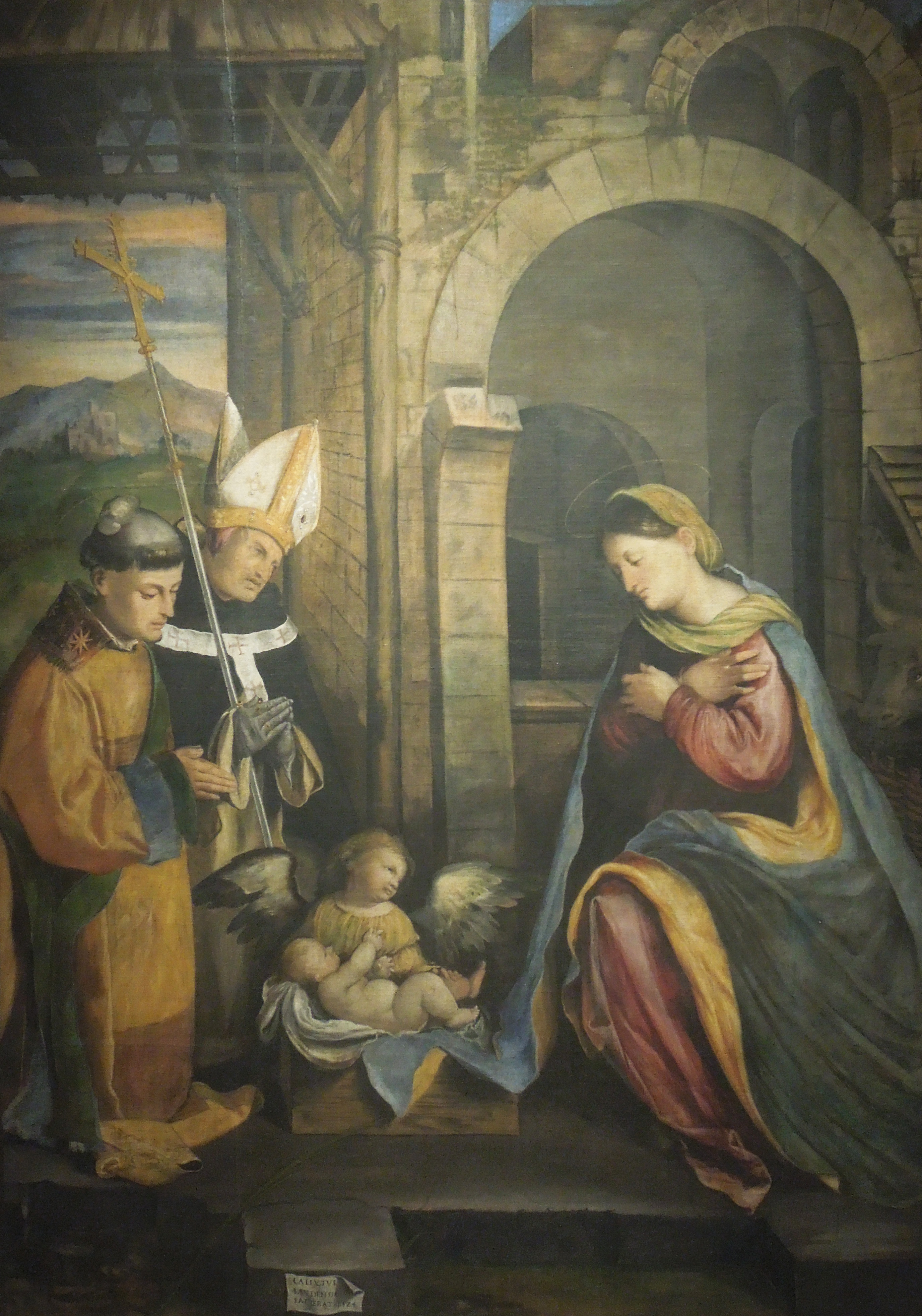
Adorazione del Bambino con i ss. Stefano e Antonino da Firenze, Pinacoteca Tosio Martinengo di Brescia

Lavora a Brescia dal 1523; l'8 dicembre di quell'anno è infatti segnato come testimone in un atto rogato nel convento di San Domenico. Le sue prime opere datate e firmate sono dell'anno successivo e hanno caratteri già pienamente bresciani (Adorazione del Bambino con i ss. Stefano e Antonino da Firenze, Pinacoteca Tosio Martinengo di Brescia, 1524). Ma il bagaglio culturale che dimostra in queste prime opere comprende anche la conoscenza dell'arte ferrarese di Dosso Dossi e Ludovico Mazzolino, e un interesse per il rigore compositivo di Giovanni Agostino da Lodi. La zona bresciana viveva in quel momento una straordinaria fioritura artistica e culturale grazie a personalità molto influenti che muovevano la vita della città, come Mattia Ugoni e Angela Merici. Un momento grande di successo stavano vivendo anche i due principali artisti bresciani, Romanino e Moretto. Il Piazza è al centro, quindi, di questa concentrazione stilistica e culturale che è Brescia in questi decenni e ne desume un linguaggio che ha delle vicinanze evidentissime con quello di Romanino, ma un romaninismo emendato e riletto attraverso il più ordinato e obiettivo Moretto.
Tra il 1526 e il 1529 opera, in Val Camonica, ad Erbanno, Borno, Breno, Esine e Cividate Camuno. Nel 1530 lascia la canonica di San Lorenzo a Brescia; al suo posto subentrerà Romanino. Tra i due pittori sembra esserci quindi un rapporto ravvicinato, magari una collaborazione professionale che però nessun documento certifica.

### Le opere della maturità
Nel 1529 Callisto ritorna definitivamente a Lodi dove, con i fratelli Cesare e Scipione, si inserisce nella bottega già esistente del padre e dello zio Albertino, quest'ultimo morto repentinamente in quel periodo. In questa bottega il Callisto assume la leadership artistica; Cesare ha invece una posizione di preminenza organizzativa e amministrativa mentre Scipione assume il ruolo di coadiutore di Callisto. In questo periodo la bottega riceve moltissime commissioni in tutta la Lombardia, in prestigiosi cantieri spesso legati a ordini monastici: a Milano opera nel monastero maggiore di San Maurizio e nel monastero di Sant'Ambrogio, e nelle abbazie di Chiaravalle e del Cerreto.
Le opere maggiori del periodo lodigiano sono situate nelle cappelle della chiesa dell'Incoronata di Lodi. Nella decorazione delle lesene, paraste, fregi e cornici Callisto con notevole fantasia inserisce moduli figurativi: putti, strumenti musicali ecc. con esecuzione fluida e vivace. La migliore tra le numerose opere eseguite nel corso di trent'anni per l'istituzione lodigiana è considerata dalla critica la serie di dipinti con le Storie del Battista eseguite per l’omonima cappella (1531-32). In esse l'acceso cromatismo e le vivaci composizioni richiamano i recenti esiti della scuola bresciana e cremonese. Nel successivo Ciclo della Passione (eseguito con la di Scipione), ispirato alla Piccola Passione di Dürer, nelle espressioni caricate delle figure, e nella sproporzione dei personaggi, evidente nella Flagellazione, si notano accenti già manieristi, vicini alle opere coeve del Pordenone, attivo negli stessi anni a Cremona e Piacenza.
I lavori dell'ultimo periodo denotano una decadenza della bottega dovuta soprattutto alla preponderante presenza nei lavori dei figli Muzio e Fulvio che risultano di scarso valore artistico.

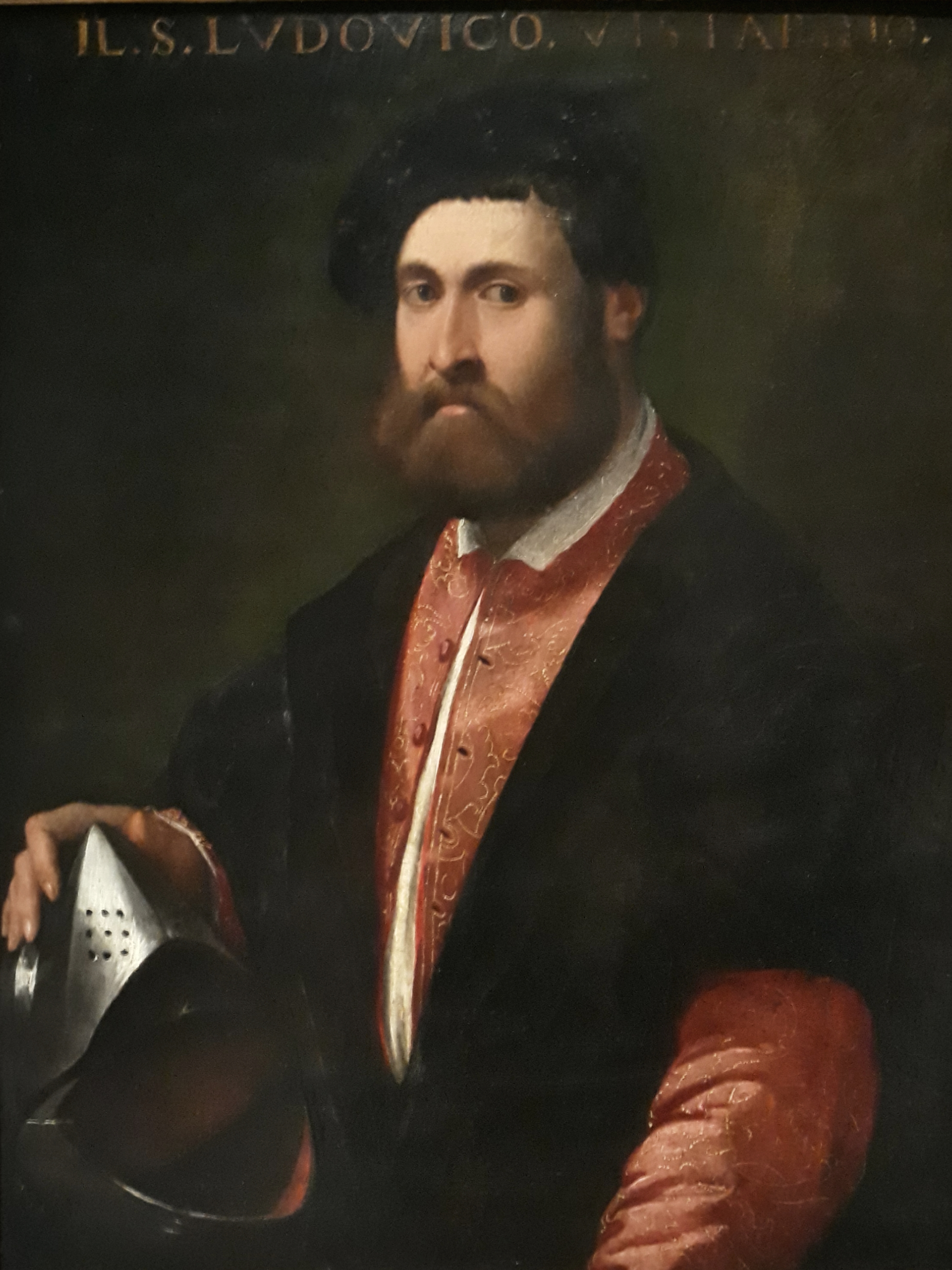
Callisto Piazza, Ritratto di Ludovico Vistarini, 1535 ca. (Olio su tela, 77 × 65 cm), Milano, Pinacoteca di Brera

Callisto Piazza muore a Lodi nel 1561. I suoi stilemi, però semplificati ingenuamente e di media qualità artistica, vengono ripresi da uno dei suoi probabili collaboratori ovvero il Soncino.

## Opere
- Natività e i santi Simeone e Giuda, dall'oratorio omonimo di Brescia, 1524[3]
- Adorazione del Bambino con i santi Stefano e Antonino da Firenze, Pinacoteca Tosio Martinengo di Brescia, 1524
- Visitazione, chiesa di Santa Maria in Calchera a Brescia, 1525
- Madonna del Latte, chiesa parrocchiale di Ombriano, Crema
- Decollazione del Battista, Venezia, Gallerie dell'Accademia, 1526[6]
- Madonna con il Bambino e i Santi Giovanni Battista e Girolamo, Pinacoteca di Brera, dalla chiesa di San Francesco a Brescia, 1526[7]
- Concerto, Philadelphia Museum of Art[8], 1530 circa
- Madonna tra i santi Pietro e Paolo e Deposizione, Chiesa parrocchiale, Esine, 1527
- Martirio dei santi Gervasio e Protasio, parrocchiale di Capriolo
- Madonna e Santi, oratorio di Sant'Antonio, Borno
- Deposizione nel santo sepolcro, 1527 circa, olio e tempera su tela, Breno, Museo camuno
- San Giorgio e altri, chiesa di Santa Maria in Restello, Erbanno, frazione di Darfo Boario Terme;
- Pala d'altare, chiesa dell'Assunta a Cividate Camuno
- Affreschi e dipinti per il tempio civico dell’Incoronata (Lodi), realizzati dal 1529 al 1561[9]:
  - affrescatura delle paraste dell'ordine inferiore con motivi a grottesche, Profeti e Sibille nelle lunette
  - decorazione della cappella del Battista, pala d'altare con la Decollazione del Battista e dipinti con Storie del Battista
  - decorazione della cappella della Croce, pala d'altare con la Deposizione e dipinti con la Passione di Cristo (con il figlio Fulvio)
  - pala con la Caduta di san Paolo
  - quattro Storie di sant'Antonio abate con il fratello Scipione[10]
- Assunzione della Vergine presso la Collegiata di San Biagio a Codogno, 1533
- Natività, Chiesa della Santissima Trinità, Crema, 1538
- Adorazione dei Magi, duomo di Novara
- Ritratto del condottiero Ludovico Vistarini, Museo civico di Lodi
- Battesimo di Cristo, Pinacoteca di Brera, dalla chiesa di Santa Caterina di Crema[11]
- decorazione della cappella di San Girolamo, Santa Maria presso San Celso a Milano, 1542
- affreschi dell'oratorio di San Rocco a Dovera
- Pala d'altare, abbazia del Cerreto
- Pala d'altare per la chiesa di Santa Maria degli Angeli, Lugano, 1548[12]
- affreschi dell'abbazia di Chiaravalle, quasi interamente scomparsi, 1549
- Nozze di Cana, Aula Magna dell'Università Cattolica di Milano ex refettorio del monastero di Sant'Ambrogio
- Pala d'altare per la cattedrale di Alessandria, Museo civico di Alessandria
- decorazione della cappella Simonetta in San Maurizio al monastero maggiore, Milano, 1555, con il figlio Fulvio
- Presepe di San Clemente, pinacoteca Tosio Martinengo, Brescia
- San Bassiano Libera un'indemoniata, Banca Popolare di Lodi, Lodi
- San Bassiano Guarisce un lebbroso, Banca Popolare di Lodi, Lodi
- Santa Caterina, Galleria nazionale d'arte antica, Palazzo Barberini, Roma
- Pala d'altare Matrimonio mistico di Santa Caterina chiesa di Santa Maria Nascente a Azzate

### Galleria d'immagini

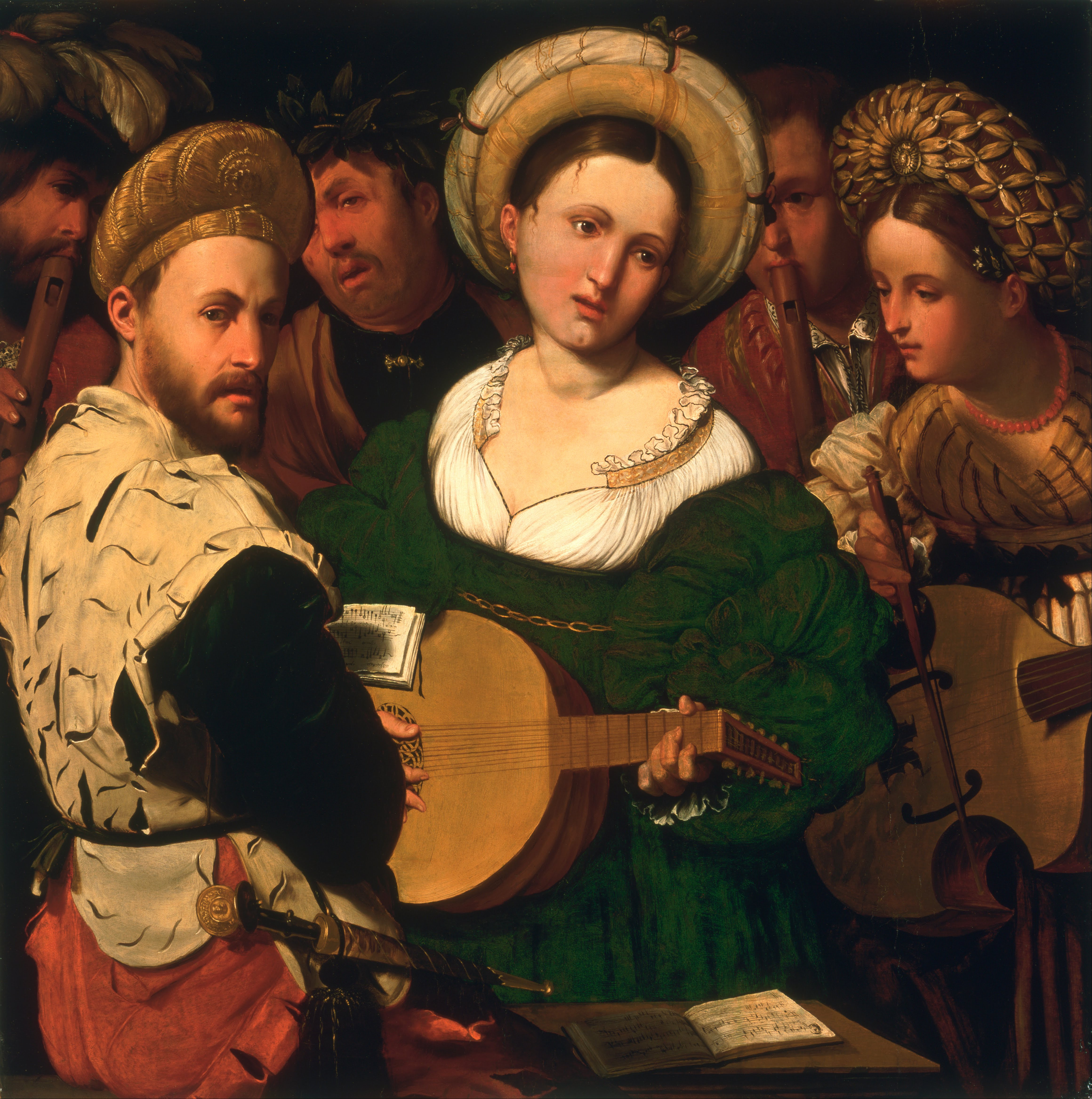
Concerto, Philadelphia Museum of Art
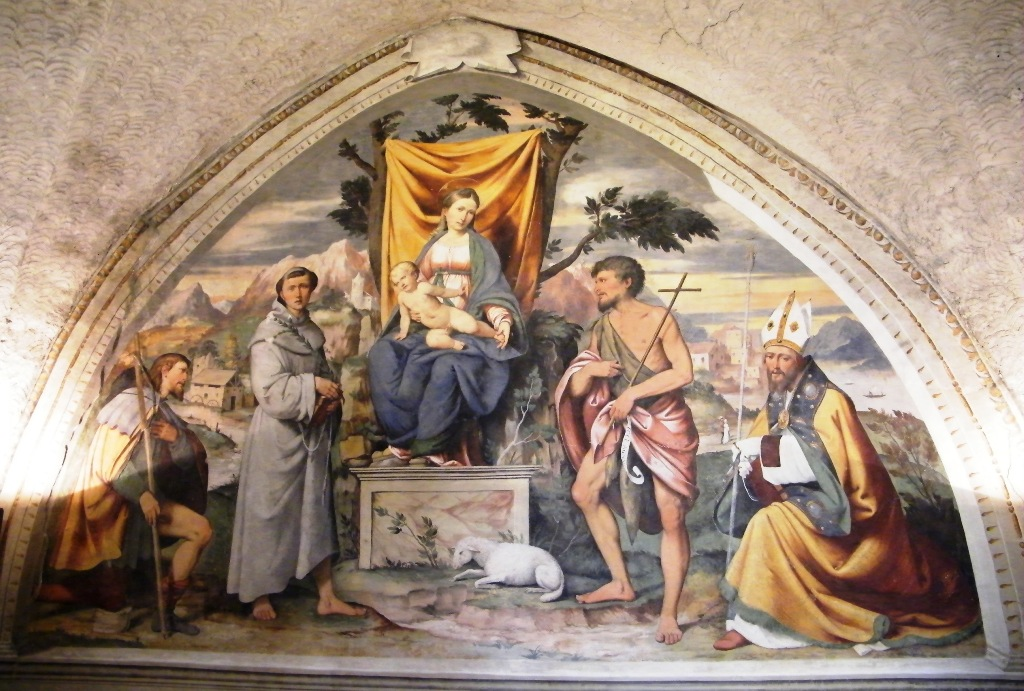
Madonna e Santi, oratorio di Sant'Antonio, Borno
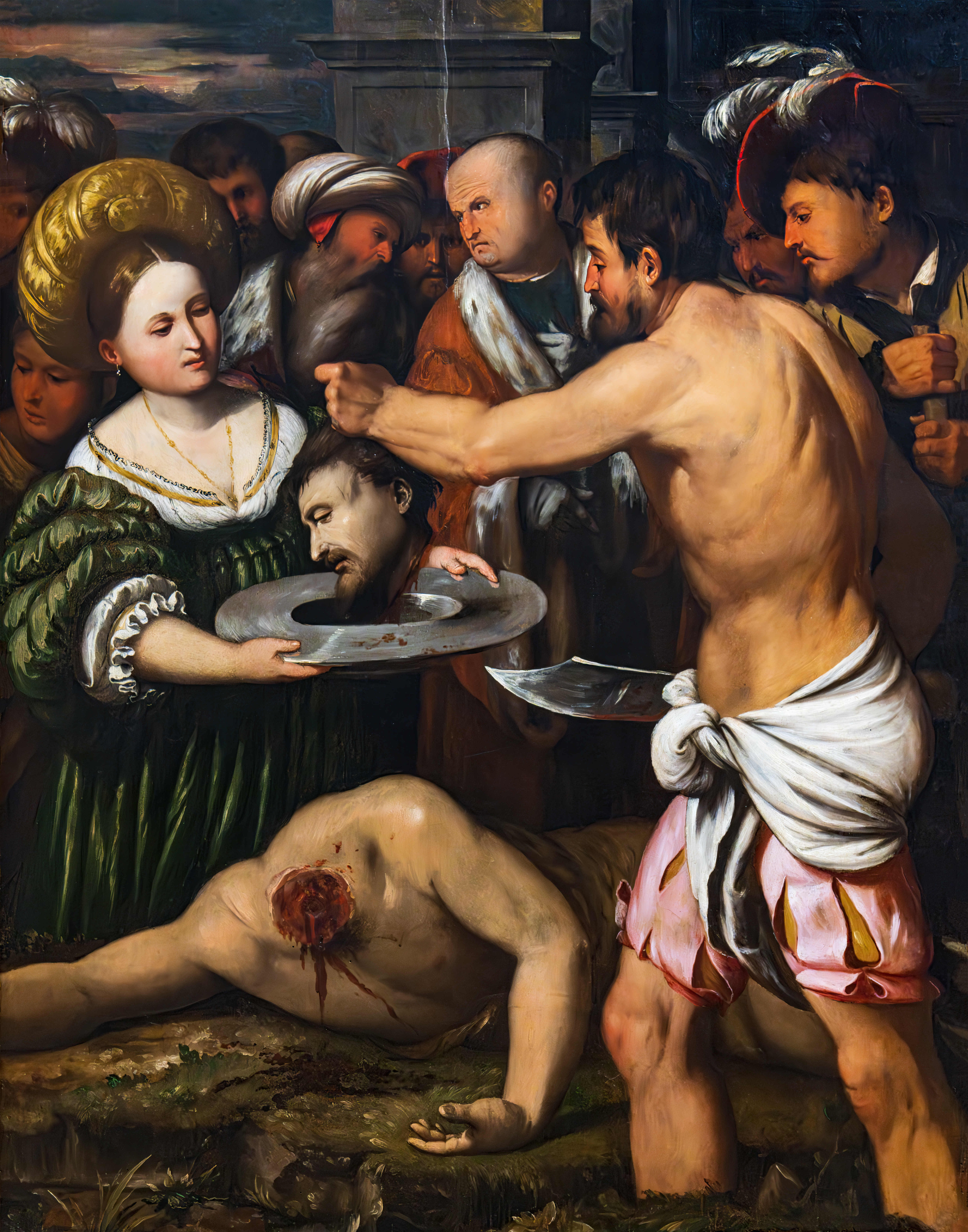
Decollazione del Battista, Venezia, Gallerie dell'Accademia
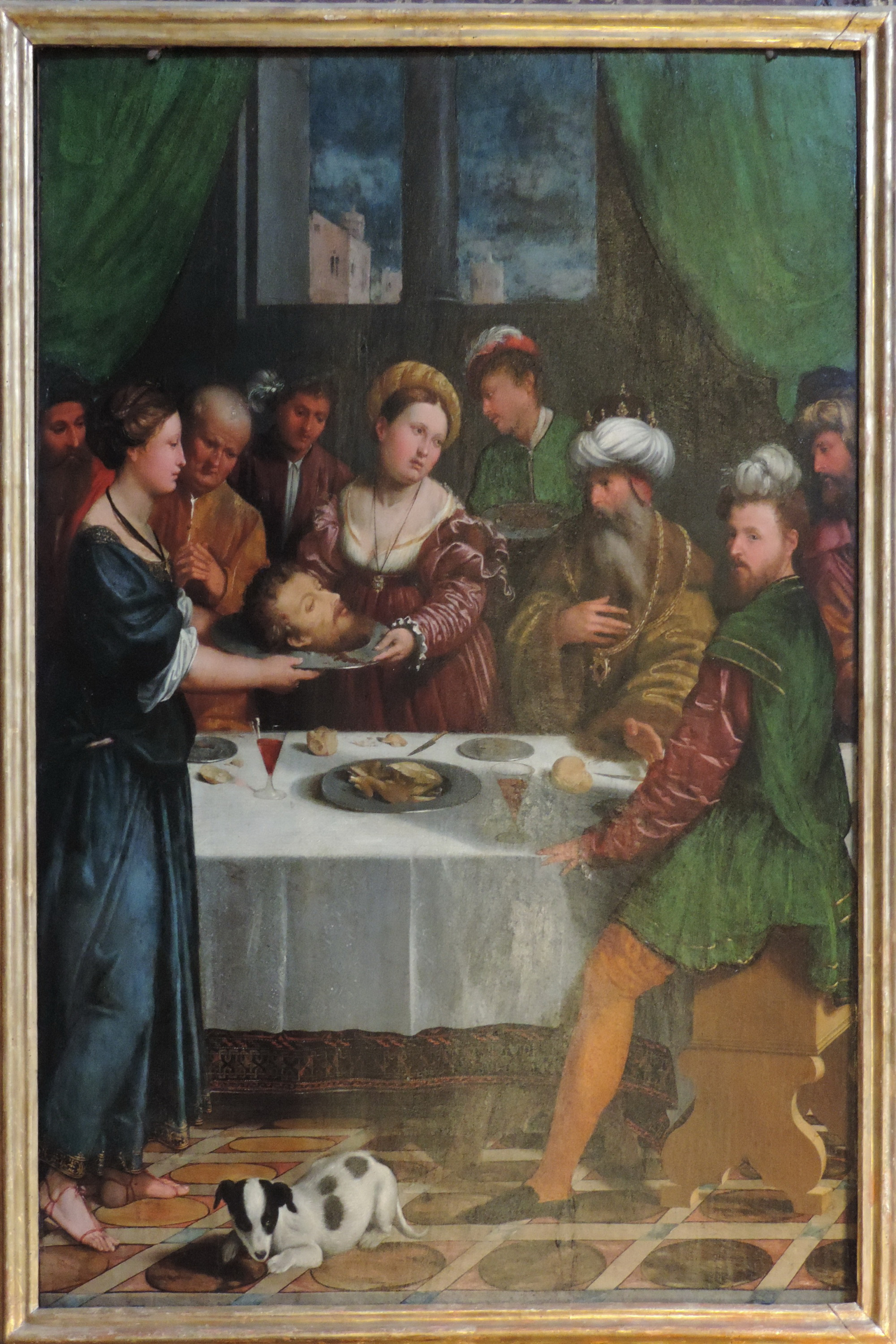
Salomé presenta a Erode la testa del Battista, Tempio Civico della Beata Vergine Incoronata, Lodi.